# Universitatea „Aurel Vlaicu” din Arad
Universitatea „Aurel Vlaicu” din Arad (UAV) este o universitate de stat acreditată în 1991. Calificativul acordat de către ARACIS pentru UAV este „grad de încredere”.

## Istoric
Actul de înființare al Universității „Aurel Vlaicu” din Arad, sub denumirea inițială de „Institutul de Învățământ Superior” s-a bazat pe Hotărârea Guvernului nr. 567/18.05.1990, Ordinul Ministrului Educației Naționale nr. 7751/1990, care stabilea că, în anul universitar 1990/1991, institutul să conțină o facultate, Facultatea de Inginerie.
Prin nota Guvernului României din 04.01.1991 și Ordinul Ministrului Educației Naționale nr. 4894/22.03.1991 a fost aprobată noua denumire a instituției: Universitatea „Aurel Vlaicu“ din Arad, ca un simbol al unui zbor neîntrerupt spre înălțimile științei și culturii, ca un simbol al geniului creator al nației noastre.

## În prezent
Universitatea „Aurel Vlaicu” s-a dezvoltat continuu și temeinic, diversificându-și oferta educațională, astfel că putem semnala acum 33 programe de studii universitare de licență, forma de învățământ zi, precum și 31 programe de studii universitare de master. De asemenea, la domeniul filologie din cadrul Școlii Doctorale Interdisciplinare s-a adăugat domeniul teologie și ingineria mediului.  Astfel, Universitatea „Aurel Vlaicu” din Arad cuprinde toate ciclurile de studii, anume studii universitare de licență, studii universitare de master, studii universitare de doctorat.
Universitatea „Aurel Vlaicu” din Arad și comunitatea academică a acesteia aderă la THE MAGNA CHARTA OF EUROPEAN UNIVERSITIES (Bologna 1988). Universitatea „Aurel Vlaicu” din Arad păstrează tradițiile valoroase ale învățământului românesc, dar în același timp se aliniază la cerințele și standardele calitative ale țărilor europene dezvoltate, așa cum au fost trasate prin Declarația de la Bologna (iunie 1999) completate și confirmate la Conferința de la Berlin (2003) și Bergen (2005).
Cu o istorie ce reunește mai mult de patru decenii de existență, UAV continuă tradițiile valoroase ale învățământului românesc, fiind capabilă să-și definească dar, mai ales să-și asume o misiune și un set de valori.
La baza funcționării UAV stau principiile enumerate în continuare:
- Principiul autonomiei universitare, înțeles ca modalitate specifică de autoconducere și materializat în: autonomia organizatorică și funcțională, autonomia didactică și științifică, autonomia administrativă și financiară, autonomia jurisdicțională și autonomia managerială.
- Principiul libertății academice ce constă în libertatea membrilor comunității academice de a-și alege subiectele de cercetare și de studiu, de a interpreta în mod liber rezultatele studiilor, de a participa la activitățile instituției și de a fi aleși în conducerea acesteia.
- Principiul transparenței concretizat în asigurarea vizibilității totale a deciziilor și a rezultatelor, în comunicarea corectă și responsabilă a tuturor informațiilor de interes pentru comunitatea academică și pentru mediul socio-economic și cultural.
- Principiul centrării educației pe student. Întotdeauna studenții s-au aflat în centrul preocupărilor UAV. Învățământul românesc, raportându-se la cel european, este centrat pe student, de aceea atât la orele de curs și în orele de seminar, dar și în activitățile din timpul liber, strategia UAV raportându-se la studenții săi.
- Principiul unității academice. În condițiile unei concurențe acerbe atât cu universitățile de stat cât și cu cele particulare, în condițiile unei globalizări, în care această concurență nu va mai fi doar cu celelalte universități din țară, cât mai ales cu cele mai performante universități din lume, am demonstrat și vom demonstra în continuare că suntem eficienți, puternici,  inovatori și cu verticalitate morală. Acest principiu a condus și va conduce în continuare la coagularea conștientă, pe baza încrederii și a respectului reciproc, a comunității universitare în jurul unui set ferm de obiective majore.
- Principiul dezvoltării cumulative. Putem afirma cu tărie faptul că UAV s-a dezvoltat extraordinar în ultimii ani. Principiul dezvoltării cumulative înseamnă tocmai să păstrăm ce a fost performant înainte, să corectăm lucrurile care nu au funcționat suficient de bine și să aducem schimbări doar acolo unde noile curente și orientări o cer.

Universitatea „Aurel Vlaicu” din Arad, fiind o instituție publică de învățământ superior acreditată, își asumă o misiune de învățământ și cercetare științifică. În egală măsură UAV își susține și promovează strategiile în cadrul comunității locale, regionale, naționale și internaționale. Misiunea UAV poate fi esențializată în câteva cuvinte: universitate pentru studenți, universitate pentru știință, universitate pentru societate.

## Facultăți
- Facultatea de Științe Economice
- Facultatea de Științe Exacte
- Facultatea de Științe Umaniste și Sociale
- Facultatea de Științe ale Educației, Psihologie și Asistență Socială
- Facultatea de Teologie Ortodoxă „Ilarion V. Felea”
- Facultatea de Inginerie
- Facultatea de Inginerie Alimentară, Turism și Protecția Mediului
- Facultatea de Educație Fizică și Sport
- Facultatea de Design